# Atempa, Hidalgo
Atempa är en ort i Mexiko.   Den ligger i kommunen Calnali och delstaten Hidalgo, i den sydöstra delen av landet, 170 km norr om huvudstaden Mexico City. Atempa ligger 329 meter över havet och antalet invånare är 678.
Terrängen runt Atempa är huvudsakligen kuperad. Atempa ligger nere i en dal. Runt Atempa är det ganska glesbefolkat, med 42 invånare per kvadratkilometer. Närmaste större samhälle är Calnali, 10,0 km väster om Atempa. I omgivningarna runt Atempa växer i huvudsak städsegrön lövskog.